# توماس كوركوران
توماس كوركوران (بالإنجليزية: Thomas Corcoran)‏ (1909 في المملكة المتحدة - ) هو لاعب كرة قدم بريطاني في مركز الظهير. لعب مع برادفورد سيتي ونادي روتشديل.